# North Foreland (King George Island)
Das North Foreland (englisch für Nördliches Vorland; spanisch Cabo Promontorio Norte) ist eine Landspitze am nordöstlichen Ende von King George Island im Archipel der Südlichen Shetlandinseln. Sie stellt die östliche Begrenzung der Emerald Cove dar.
Benannt wurde sie am 16. Oktober 1819 vom britischen Seefahrer William Smith, dem Entdecker der Südlichen Shetlandinseln. Smith benannte sie nach seinem englischen Pendant am östlichen Ende der Isle of Thanet.